# Envy (manzana)
Envy es una marca registrada de la variedad de manzana Scilate . Scilate es el resultado de un cruce entre Royal Gala y Braeburn . Fue desarrollado en Nueva Zelanda por HortResearch,  presentado para una patente en 2008 y patentado en 2009.  Se realizaron pruebas de campo en los países de Nueva Zelanda, Reino Unido, Francia y Estados Unidos. Se realizaron algunas pruebas en Italia con cultivo orgánico.
La manzana Envy es mayoritariamente roja con motas amarillas. La piel es bastante gruesa y dura, más que la de la mayoría de las demás manzanas. La manzana tiene un alto contenido de jugo y mantiene su firmeza mientras esté almacenada. La pulpa es de color amarillo pálido y puede tardar hasta 10 horas en oxidarse; cuando esté madura, estará crujiente. Es una manzana muy dulce, baja en acidez y con un sabor ligeramente floral. La piel tiene lenticelas que le permiten respirar. 
La distribución de la manzana Envy en Norteamérica comenzó en 2009 a través del Grupo Oppenheimer y ENZA (The New Zealand Apple and Pear Marketing Board); comenzaron pequeños volúmenes comerciales en 2012 en el estado de Washington .  La primera fruta superó las 100.000 cajas de producción en 2014. Las empresas prevén cosechar 2 millones de cajas de fruta para 2020.  La manzana Envy ocupó el puesto número 1 en sabor, textura, aroma y apariencia en un estudio independiente realizado por FORWARD Insight & Strategy, con sede en Nueva Zelanda, en 2019. La manzana se ha comercializado con dos eslóganes, "Muerde y cree" y "Cuando eres tan bueno te llaman envidia" (en inglés).
Las manzanas Envy se cultivan bajo licencia en Nueva Zelanda, Australia, Washington (estado de EE. UU.), Chile y España.  También se están realizando pruebas de campo en el Reino Unido, Francia y con cultivo orgánico en Italia.  Las manzanas Envy se cultivan durante todo el año debido al clima de las zonas donde más se producen. Ha habido informes de que la manzana Envy es susceptible a neonectria, y los árboles infectados ocasionalmente no muestran síntomas. Otros informes presentados a ENZA han mencionado rojizo y marchitamiento, amargura y pardeamiento interno.